# Juan Davila
Juan Davila (* 6. Oktober 1946 in Santiago de Chile) ist ein chilenisch-australischer Maler und Autor, der in Melbourne lebt.

## Leben und Werk
Davila war Schüler am Colegio del Verbo Divino in Santiago. Er studierte von 1965 bis 1969 Jura und von 1970 bis 1972 Kunst an der Universidad de Chile. Juan Davila emigrierte 1974 nach dem Putsch in Chile 1973 nach Australien.
Juan Davila malt oft Collage artige Figuren. Ebenso sind Landschaften ein vorherrschendes Motiv seiner Arbeit.

„Bruchstückhafte Zitate der Ikonen westlicher Kunst werden häufig mit Populärformen wie Pornografie, volkstümlicher Kunst und Comicstrips kombiniert, um eine karnevaleske Explosion bisher unterdrückter Sehnsüchte und Machtverhältnisse zu evozieren.“

„Seit den frühen 1970er Jahren beschäftigt sich Davila in seinen Arbeiten und Schriften kontinuierlich mit Fragen kultureller, sexueller und politischer Identität auf der Grundlage der Kunst- und Repräsentationsgeschichte in Lateinamerika, Australien, Europa und Nordamerika. Wesentlich für seine Arbeiten ist die Untersuchung der Geschichte und die Korrektur vorherrschender Erzählungen mit Mitteln der Malerei.“

## Ausstellungen (Auswahl)
- 1984: Biennale of Sydney, Sydney[4]
- 1998: Biennale von São Paulo, São Paulo
- 2002: Woomera, Fortyfivedownstairs Gallerie, Melbourne[5]
- 2007: documenta 12, Kassel
- 2007: Juan Davila National Gallery of Victoria, Melbourne[6]